# Gloucester Point
Gloucester Point és una concentració de població designada pel cens dels Estats Units a l'estat de Virgínia. Segons el cens del 2000 tenia 9.429 habitants.

## Demografia
Segons el cens del 2000, Gloucester Point tenia 9.429 habitants, 3.787 habitatges, i 2.715 famílies. La densitat de població era de 434,4 habitants per km².
Dels 3.787 habitatges en un 32,5% hi vivien nens de menys de 18 anys, en un 56,7% hi vivien parelles casades, en un 10,9% dones solteres, i en un 28,3% no eren unitats familiars. En el 22,3% dels habitatges hi vivien persones soles el 8,2% de les quals corresponia a persones de 65 anys o més que vivien soles. El nombre mitjà de persones vivint en cada habitatge era de 2,49 i el nombre mitjà de persones que vivien en cada família era de 2,9.
Per edats la població es repartia de la següent manera: un 24,4% tenia menys de 18 anys, un 7,8% entre 18 i 24, un 30,9% entre 25 i 44, un 25,1% de 45 a 60 i un 11,8% 65 anys o més.
L'edat mediana era de 38 anys. Per cada 100 dones de 18 o més anys hi havia 93,2 homes.
La renda mediana per habitatge era de 45.536 $ i la renda mediana per família de 52.888 $. Els homes tenien una renda mediana de 35.855 $ mentre que les dones 26.306 $. La renda per capita de la població era de 20.536 $. Entorn del 8,6% de les famílies i el 8,9% de la població estaven per davall del llindar de pobresa.

## Poblacions més properes
El següent diagrama mostra les poblacions més properes.